# Giuseppe Guarino
Giuseppe Guarino (ur. 6 marca 1827 w Montedoro, zm. 22 września 1897 w Mesynie) – włoski duchowny katolicki, kardynał, arcybiskup Mesyny.

## Życiorys
Święcenia kapłańskie przyjął 22 września 1849. 23 lutego 1872 został wybrany arcybiskupem Syrakuz. Sakrę przyjął 17 marca 1872 w Palermo z rąk kardynała Michelangelo Celesii. 5 lipca 1875 przeszedł na stolicę metropolitalną Mesyny, na której pozostał już do śmierci. 16 stycznia 1893 Leon XIII wyniósł go do godności kardynalskiej.